# Tractat de París (1951)

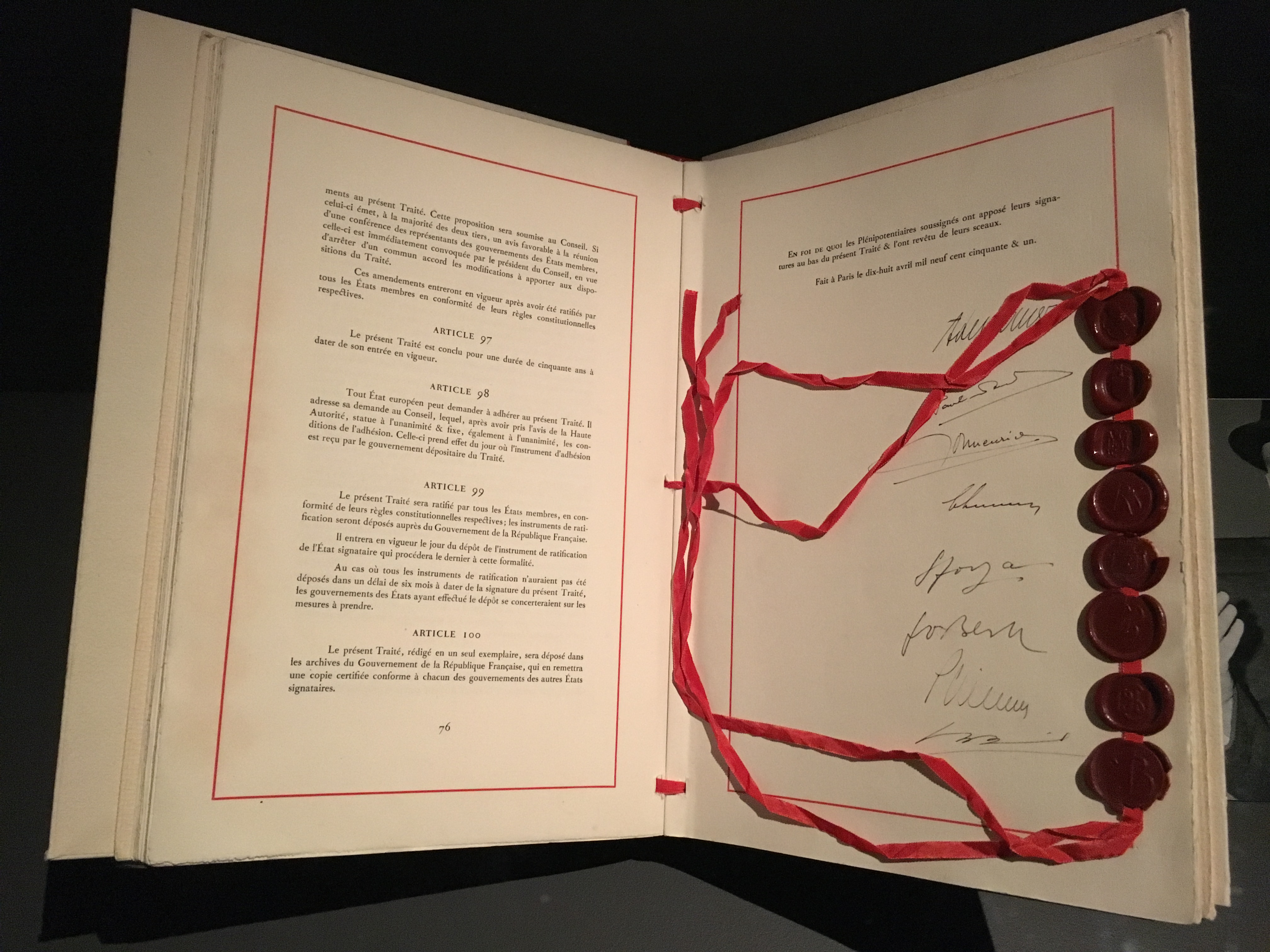
Tractat fundacional de la CECA signat a París el 18 d'abril de 1951.

El Tractat de París, signat el 18 d'abril de 1951 a la ciutat de París entre Bèlgica, França, la República Federal Alemanya, Itàlia, Luxemburg i els Països Baixos, va establir la creació de la Comunitat Europea del Carbó i de l'Acer (CECA).
Va entrar en vigor el 23 de juliol de 1952 i va expirar formalment el 23 de juliol de 2002, exactament cinquanta anys després del seu naixement.2019
Pretenia que s'establira un mercat comú i es desenvolupara el treball i es millorara el nivell de vida dels estats membres.